# Луч (футбольный клуб, Владивосток)
«Луч» — российский футбольный клуб из Владивостока. Основан в 1958 году. Выступал в официальных соревнованиях с 1958 года, сначала под названием «Луч», а затем в 2003—2018 годах — под названием «Луч-Энергия» (в 2003—2016 годах официальным спонсором команды была «Дальневосточная энергетическая компания»). С сезона-2018/19 вновь носил название «Луч». В 1993 году и с 2006 года по 2008 год выступал в высшем дивизионе чемпионата России. Клуб функционировал в организационно-правовой форме ассоциации. Символ клуба — уссурийский тигр. 1 апреля 2020 года было объявлено о прекращении выступлений в профессиональном футболе.

## История

### 1952—1958. От коллектива физкультуры до команды мастеров
В 1952 году на предприятии «ЭРА» (ЭлектроРадиоАвтоматика) была сформирована футбольная команда, получившая название «Луч». Основателем команды следует считать Александра Тимофеевича Пониткина, директора этого завода и страстного поклонника футбола. «ЭРА» была одним из нескольких оборонных завода города, которое занималось производством электрораспределительных устройств для кораблей военно-морского флота. Даже расположение завода было засекречено, и в официальных документах предприятие фигурировало под шифром «почтовый ящик № 59». Своё название — «Луч» — команда получила по названию одного из добровольных спортивных обществ (ДСО) для работников оборонной промышленности, наравне с «Зенитом» и «Крыльями Советов» (которые, соответственно, можно считать историческими «одноклубниками» владивостокцев).
Коллектив любителей, поначалу защищающий честь предприятия, в 1952 году вышел на футбольное поле в рамках участия в первенстве Приморского края. Дебютант завоевал трофей первенства края и установил свою гегемонию на ближайшие пять лет, становясь чемпионом в 1952, 1953, 1954, 1956, 1957 годах. В 1957 году под руководством своего бывшего игрока Николая Горшкова «Луч» стал в очередной раз чемпионом края, чемпионом Дальнего Востока и занял 2-е место в чемпионате РСФСР для коллективов физкультуры и по итогам сезона получил статус команды мастеров и должен был играть в 1958 году в классе «Б».
Однако в этом классе с 1957 года уже выступала владивостокская команда «Динамо», которую курировало Приморское погрануправление, и футбольная федерация не захотела иметь две команды в классе «Б» из Владивостока. Поэтому были назначены матчи за право участия в классе «Б». Первый матч закончился нулевой ничьей, а второй — победой «Луча» — 1:0. Таким образом «Луч» стал третьей футбольной командой во Владивостоке (после «Судостроителя» и «Динамо»), получившей шанс представлять честь города на профессиональном уровне.

### 1958—1965. В классе «Б»
В классе «Б» «Луч» дебютировал 2 мая 1958 года (именно этот день традиционно и празднуется в качестве даты основания футбольного клуба). В первом же матче владивостокцы установили свой первый рекорд, державшийся до 1985 года, разгромив кемеровский «Химик» со счётом 6:0.
Домашней ареной, в связи с капитальным ремонтом стадиона «Динамо», стало поле «Авангарда» в Экипажной слободке, не способное уместить всех болельщиков, которые были вынуждены занимать места на всевозможных возвышенностях. «Луч» дома не проиграл ни в одном матче, но на выезде смог добиться лишь двух побед. Итогом дебютного сезона для команды Николая Горшкова стало пятое место. От участия в розыгрыше Кубка СССР было решено отказаться, не приехав на первый матч в Комсомольск-на-Амуре.
В последующих сезонах команду при своеобразных обстоятельствах покинули её руководители: «шеф» клуба Александр Пониткин и главный тренер Николай Горшков. Причиной этого стало то, что Горшков начал встречаться с семейной дамой, женой одного из высокопоставленных руководителей края (кстати, болельщика «Динамо»). После того, как это выяснилось, в середине сезона 1959 года Горшков со своей возлюбленной был вынужден уехать из Приморья, а на предприятие «ЭРА» зачастили проверки, начались разбирательства — в том числе и по части соблюдения финансовой дисциплины и «правомерности использования бюджета предприятия». Грянули оргвыводы, стоившие Александру Пониткину поста директора. В 1961 году вынужден был уехать в Ленинград, где продолжил трудиться в оборонной промышленности.
Данная ситуация негативно сказалась на игре команды. В сезоне 1959 года при главном тренере Анатолии Назарове, который сменил Горшкова (ранее Назаров тренировал владивостокское «Динамо») «Луч» занял последнее место.
Однако, в сезоне 1961 год командой был достигнут первый успех. Под руководством Антона Яковлева, усилившись рядом игроков, вернувшихся из хабаровского СКА (Ю. Калинин), из Горького (В. Нефёдов), из Комсомольска-на-Амуре (В. Гончаров), и кумиром приморских болельщиков Игорем Греком, «Луч» вернулся на обновлённую арену «Динамо», где (с небольшими перерывами) проводит свои матчи по сей день. Удачно выступая в первенстве страны, дальневосточники уверенно продвигались и по турнирной сетке Кубка СССР, дойдя до 1/32 финала. Соперником на этой стадии розыгрыша стало московское «Динамо». Заявки на билеты поступали из Хабаровского края, Сахалинской области и Приморья, в общей сложности более 80 тысяч. «Луч» проиграл с минимальным счётом 1:2, пропустив с пенальти под занавес встречи.
В розыгрышах 1961 и 1962 года владивостокцы занимали третье место (под руководством Антона Яковлева и Григория Сухова соответственно), а в 1963 — четвёртое (под руководством нового главного тренера Александра Кочеткова).
В 1964 году «Луч» обновил состав, что привело к крайне неровному сезону и слабой игрой в нападении: десять матчей из тридцати четырёх закончились нулевой ничьей. Имея хороший подбор игроков, приморцы долго не могли найти свою игру, что сказалось на результатах сезона. Команда заняла шестое место, что было расценено краевой федерацией футбола как провал. После окончания первенства было решено разыграть статус команды мастеров между «Лучом» и «Динамо» (именовавшемся в том сезоне «Пограничником»), проигравшему разрешалось участие в первенстве края, а победителю — в Классе «Б». По сумме двух матчей «Луч» одержал победу 2:1.
В сезоне 1965 года «Луч» занял первое место в шестой зоне, опередив 18 команд и завоевал право участия в полуфинальном турнире на путёвку в Класс «А». Турнир проходил в Калининграде с 31 октября по 10 ноября, но набрав всего одно очко, владивостокцы выбыли из борьбы.

### 1966—1970. В классе «А»
Реформа советского футбола привела к появлению с 1966 года трёх подгрупп в Классе «А», по 17 команд в каждой. В восточной подгруппе оказались омский «Иртыш», томское «Торпедо», барнаульский «Темп», саратовский «Сокол», которые в закончившемся розыгрыше Класса «Б» заняли места ниже «Луча» в турнирной таблице. «Луч» в утверждённые списки включён не был, что вызвало протестную волну. Болельщики писали письма в газеты и различные инстанции. Коллективное письмо, опубликованное в «Комсомольской правде» и непосредственное вмешательство первого секретаря парткома КПСС Василия Чернышёва внесло решающий вклад в решение этого вопроса. В апреле 1966 года «Луч» впервые получил право на выступление в классе «А», второй подгруппы чемпионата СССР (D-2).
«Луч» усилился к сезону, в том числе, приглашая игроков из Хабаровска и Комсомольска-на-Амуре. После первого круга команда оказалась на девятом месте. Были одержаны победы над СКА (Хабаровск), «Востоком» (Усть-Каменогорск), «Строителем» (Уфа), ничейный результат был зафиксирован в матче со «Звездой» (Пермь). После возобновления чемпионата «Луч» стал играть увереннее и занял пятое место по итогам сезона.
В сезоне 1968 года приморцы пережили обновление состава. Также, очередная реформа советского футбола увеличила количество команд в подгруппе с 17 до 21. «Жёлто-синие» заняли 13 место по итогам сезона. Очередные реорганизация турнира и обновление команды в 1969 году отбросили «Луч» на 17 позицию в турнире класса «А».

### 1971—1992. Двадцать лет во второй лиге
Перед розыгрышем чемпионата 1971 года первенство получило современные черты высшей, первой и второй лиги. В соответствии с результатами последнего сезона класса «А», владивостокцы оказались во второй лиге, в которой провели следующие двадцать лет, до распада СССР.
В 1973 году в «Луч» пришёл Лев Дмитриевич Бурчалкин. Проведя за ленинградский «Зенит» 400 матчей и установив этим клубный рекорд, как игрок он состоялся на берегах Невы. Тренерское же становление этого специалиста происходило во владивостокском клубе, куда Бурчалкин приходил трижды и добивался результата с нуля. В розыгрыше 1973 года «Луч» занял лишь восьмое место.
В розыгрыше 1974 года «Луч», создав новую команду, одержал серию крупных побед и финишировал четвёртым.
Итогом розыгрыша 1975 года для команды стало третье место, дающее право бороться за выход в первую лигу. В полуфинальной подгруппе приморцы заняли пятое место из шести участников. В этом году были добавлены в зону к дальневосточным и сибирским клубам команды из Казахстана, а финальные матчи проходили в Махачкале.
Сезон 1976 года был отмечен уходом Бурчалкина и пятым местом по итогам сезона. Кроме того, лучший бомбардир «Луча», забивший за турнир 16 мячей, Юрий Ковальский, был приглашён в ташкентский «Пахтакор».
Достижением 1977 года для «Луча» стало право сразиться в Сочи за Кубок РСФСР, но, в двух матчах сыграв вничью, команда покинула турнир.
В 1979 году на пост тренера пришёл Пётр Зубовский, вернулись нападающие Ковальский (88 голов за «Луч») и Лихин (56 голов), последний сезон провёл многолетний капитан команды Акимов (13 сезонов, из них 12 в ранге капитана). Заняв третье место по итогам розыгрыша, «Луч» отстал от хабаровского СКА, финишировавшего первым, на семь очков.
В мае 1980 главным тренером был назначен Борис Татушин, при котором команда заняла десятое место из двенадцати, проиграв 21 матч.
Виталий Коберский, сменив Татушина, пригласил во Владивосток украинских футболистов и активно привлекал местную молодёжь, определив на ближайшие годы стиль игры приморцев. Коберский тренировал команду десять лет, добиваясь переменного успеха. Изменения в составе позволили «Лучу» занять в 1981 году шестое место, выше которого подняться до 1983 года включительно, не удалось.
Удачнее сложился розыгрыш 1984 года — «Луч» финишировал на втором месте, отстав от «Геолога» на четыре очка.
Сезон 1988 года стал для владивостокцев особенным, несмотря на 11 результат по итогам чемпионата. Коберским был приглашён воспитанник приморского футбола Виктор Лукьянов. Нападающий установил рекорд забитых голов за «Луч», поразив в матче против благовещенского «Амура» ворота в сотый раз. Всего в «Луче» Лукьянов провёл 17 сезонов (1967, 1970-84, 1988). Впоследствии продолжил трудиться тренером в структуре приморцев и возглавлял главную команду в 1996 и 2001 годах.
В первенстве 1989 года «Луч» занял шестое место, вылетев в возрождённую вторую низшую лигу. Выступая в 10 зоне, приморцы заняли пятое место в 1990 г. и восьмое в 1991 г. Нападающий Изотов повторил рекорд Ковальского, забив 16 мячей.

### 1992—2003. Первое десятилетие в чемпионатах России (высшая, первая и вторая лиги)
После распада СССР «Луч» был включён в восточную зону первой лиги России. Под руководством тандема Бурчалкин — Коберский приморцы добились права выступать на следующий сезон в высшей лиге, в упорном противостоянии переиграв в заключительном матче розыгрыша «Сахалин».
Чемпионат России по футболу 1993 запомнился победами над «Уралмашем», «Асмаралом», ЦСКА, «Торпедо», «Ростсельмашем», «Крыльями Советов», «КАМАЗом», владикавказским «Спартаком» и нижегородским «Локомотивом». Финишировав на пятнадцатом месте, «Луч» попал в переходный турнир, заняв в котором четвёртое место, покинул высшую лигу.
Первая лига ПФЛ 1994 включала 22 команды. Итогом сезона для «Луча» стало 12 место и 41 набранное очко, позволяющее выполнить задачу на сезон — закрепление в турнире. Приморцы финишировали на строчку выше петербургского «Зенита».
В следующем сезоне вернулся Лев Бурчалкин, вместе с которым приехала талантливая молодёжь из Санкт-Петербурга. «Луч», в розыгрыше 1995 года скромно играл в гостях, добиваясь результата на поле домашнего стадиона «Динамо», и занял шестое место.
Розыгрыш первой лиги 1996 приморцы начали неуверенно, но после смены тренера и прихода в команду легионеров исправили ситуацию. Заняв 15 место, «Луч» провалил задачу повышения в классе.
Следующий сезон клуб провалил из-за постоянных тренерских перестановок, проиграв в 27 матчах и пропустив 76 голов. Заняв последнее место в лиге, «Луч» вылетел во второй дивизион.
Итоги первенств 1998 и 1999 года получились одинаковыми: «Луч» занял 7 место в обоих розыгрышах, а лучшим бомбардиром команды два года подряд стал воспитанник приморского футбола Роман Мельник забивавший по 8 голов за сезон.
Сезон 2000 стал более удачным: набрав 39 очков, команда финишировала четвёртой, а нападающий Александр Гарин забил 9 голов. В следующем розыгрыше «Луч» занял восьмое место, Гарин же сохранил за собой звание лучшего бомбардира команды, забив 10 мячей. Сезон 2002 года приморцы закончили на шестом месте. Лучшим бомбардиром команды стал Анатолий Кисурин с 10 голами.

### 2003—2005. Возвращение в первый дивизион
В Сезоне-2003 в клуб пришёл спонсор «Дальэнерго», команда с приставкой в названии «Энергия», досрочно завоевала золотые медали.
В 2004 году обновился стадион «Динамо» и прошла серьёзная реорганизация клуба. В «Луч-Энергию» пришли новые игроки, в том числе и африканцы. Особенно полюбился болельщикам камерунский форвард Симон Атангана, прозванный «Максимкой». Под руководством Виктора Антиховича, завоевавшего в прошлом сезоне с командой право выступать в первой лиге, приморцы стартовали неудачно, и перед окончанием первого круга он ушёл в отставку. Пост главного тренера занял Сергей Павлов, начавший омоложение состава и поставивший быстрый, комбинационный футбол. Итог сезона остался неутешительным — четырнадцатое место.
В сезоне 2005 года опытные футболисты «Луча-Энергии» играют очень стабильно, одерживая 27 побед. Дмитрий Смирнов становится лучшим бомбардиром команды и вторым снайпером лиги, забив 19 мячей за сезон. Набрав 92 очка, ни разу не проиграв во Владивостоке, обыграв прямых конкурентов — «Химки», «Спартак» из Нальчика, «КАМАЗ» и махачкалинское «Динамо», приморцы завершили сезон разгромом «Сокола». Клуб вышел в премьер-лигу.

### 2006—2008. «Луч-Энергия» в РФПЛ
В первом матче сезона-2006 «Луч-Энергия» в матче с московским «Спартаком» сыграл вничью. Отлично играя на домашнем стадионе, команда также добивалась ничьих с «Локомотивом» и «Москвой» и проиграла лишь «Зениту» и ЦСКА. За два тура до окончания чемпионата владивостокцы шли на пятом месте, дающим право квалифицироваться во второй раунд Кубка Интертото 2007, но пропустили вперёд «Москву» и казанский «Рубин», отстав на пять очков. В итоге, финишировав в дебютном сезоне на седьмом месте, «Луч» добился наивысшего результата — 7-го места в чемпионате страны.
В 2007 году приморцы заняли 14 место, а главный тренер Сергей Павлов покинул команду. Одерживая крупные победы над действующим чемпионом — ЦСКА 4:0 и обладателем кубка — «Локомотивом» 3:0, «жёлто-синие» уверенно играли дома. Средний процент заполняемости домашнего стадиона приморцев составил 105 %, что является вторым показателем в лиге после «Химок» (140 %).
В межсезонье 2008 года «Луч» возглавил хорват Зоран Вулич. Череда поражений и сенсационный разгром 1:8 в Санкт-Петербурге заставили его покинуть клуб. Семён Альтман не смог исправить положение и после поражения от «Химок» «Луч» окончательно опустился на дно турнирной таблицы. Качество демонстрируемого футбола отрицательно сказалось и на посещаемости матчей. Процент средней заполняемости домашней арены упал до 80 %. Команда вылетела с последнего места в первый дивизион.

### 2008—2020. Эпоха снижения зрительского интереса к команде
Вернувшись в Первый дивизион, «Луч-Энергия» продолжил смену тренеров — в первом круге команду успели потренировать Беньяминас Зелькявичюс, Константин Емельянов и Франсиско Аркос. Тренерские перестановки закончились только с приглашением во втором круге Александра Побегалова, стараниями которого приморский коллектив занял 14 место, обойдя на финише принципиального соперника — хабаровскую «СКА-Энергию». Однако назначение Побегалова позволило приморцам не только сохранить прописку в Первом дивизионе ПФЛ, но и обыграть лидеров — «Анжи» и «Сибирь», а также уверенно обыграв «Амур», «Сатурн» и «СКА-Энергию», выйти в четвертьфинал Кубка России.
В сезоне-2010 «Луч-Энергия» занял двенадцатое место, соседствуя в турнирной таблице со «СКА-Энергией». Набрав 52 очка, приморцы забили и пропустили по 42 гола.
В сезоне 2011/12 «Луч-Энергия» отметился лучшим показателем по пропущенным мячам за сезон, но занял 17 место и вылетел во второй дивизион.
Сезон 2012/13 приморцы уверенно отыграли в зоне «Восток», выиграв золотые медали. Лучшим бомбардиром зоны стал Александр Тихоновецкий, забивший 14 голов. Команду возглавлял местный воспитанник и бывший капитан «Луча» Константин Емельянов.
Вернувшись в первенство ФНЛ в сезоне 2013/14, под руководством нового главного тренера Александра Григоряна, приморцы запомнились крупной гостевой победой над «Арсеналом» и заняли восьмое место. Кроме того, впервые в своей истории «Луч-Энергия» вышел в полуфинал розыгрыша Кубка России, обыграв по ходу турнира «Рубин», «СКА-Энергию», «Томь», но уступив будущему обладателю кубка — «Ростову». Также по ходу сезона «Луч» стал обладателем Кубка ФНЛ — 20 февраля 2014 года, благодаря голу Шамиля Асильдарова, «Луч-Энергия» обыграл московское «Торпедо».
Сезон ФНЛ 2014/15 приморцы начали с дальневосточного дерби, забив первый гол в розыгрыше первенства, но в итоге, позволили хабаровчанам сравнять счёт. По ходу данного сезона в команде начались финансовые проблемы, вызванные сокращением материальной поддержки со стороны энергетиков. По причине этого после завершения осенней части первенства команду покинул Александр Григорян. В весенней части главным тренером стал его бывший помощник Александр Ушахин. Крупно проиграв «Крыльям Советов» в последнем матче сезона, «жёлто-синие» заняли 11 место.
После окончания сезона последовали организационные выводы. Пост исполнительного директора покинул Анатолий Безняк, занимавший его с 2004 года (с перерывом), с именем которого были связаны все успехи «Луча» периода спонсорства энергетиков. Новым исполнительным директором стал бизнесмен Александр Голубчиков, а его заместителем — Андрей Данюков, ранее уже руководивший клубов в сезоне 2011/12 годов, когда «Луч» вылетел из ФНЛ. Многолетние титульные спонсоры клуба «Дальэнерго» в одностороннем порядке отказались от финансирования «Луча», а новый спонсор новой командой менеджеров так и не был найден. Команда продолжала копить долги, а финансирование со стороны Администрации Приморского края являлось крайне ограниченным (хотя и осуществлялось в полном объёме, согласованным с Законодательным собранием края). Несмотря на желание Александра Григоряна вернуться в «Луч» после неудачи с «Тосно», новые клубные руководители предпочли нанять в качестве главного тренера Олега Веретенникова, легенду российского футбола, тем не менее, не имевшего солидного тренерского опыта.
Начав сезон 2015/16 снова с дальневосточного дерби, и снова открыв счёт голам в первенстве с помощью Дениса Клопкова, приморцы одолели хабаровчан. Выдав в дальнейшем серию из 14 ничьих, а после, чередуя поражения и ничьи, команда заняла 15 место, лишь за счёт осечек прямых конкурентов обеспечив себе место в ФНЛ. С ноября 2015 года команду возглавлял Сергей Передня, так как Веретенников был отправлен в отставку.
По итогам сезона 2016/17 в ФНЛ под руководством Сергея Передни (с 17 августа находился на больничном), Константина Емельянова и Александра Ушахина (являлся и. о. главного тренера в последних турах) команда с 42 очками финишировала на 16-м месте (столько же баллов было у «Балтики» и «Сибири», которым удалось обойти владивостокцев по дополнительным показателям), однако сохранила место в ФНЛ, поскольку ФК «Чита», занявший первое место в зоне Восток ПФЛ, отказался от повышения в классе. При этом, по словам полузащитника «Луча-Энергии» Максима Машнева в команде не до конца проверили регламент и думали, что в матче заключительного тура против одного из конкурентов «Мордовии» положительным результатом, который позволил бы оказаться вне зоны вылета, будет ничья, и по окончании матча радовались и праздновали успех.
Сезон 2017/18 годов для «Луча» был ознаменован чередой скандалов. В межсезонье в команду в качестве главного тренера был приглашён Вальдас Иванаускас, однако перед началом сезона он был фактически отправлен в отставку (хотя руководство клуба это длительное время отрицало), а в качестве главного тренера в заявке значился Константин Емельянов. 26 июня 2017 года «Луч» был объявлен банкротом и вплоть до зимнего перерыва команда вела «полуголодный образ жизни» (дело дошло до публичных заявлений об отсутствии у футболистов денег на еду и проезд). Вновь вернувшийся на пост главного тренера «Луча» Константин Емельянов проработал только до 12 августа, когда его неожиданно сменил словацкий специалист Золт Хорняк. Имея ограниченные ресурсы и не получая зарплату, Хорняк в короткие сроки вернул команде игры и завершил осеннюю часть первенства на вполне удовлетворительной 14-й позиции, в Кубке достигнув 1/4 финала. Однако это не спасло его от увольнения. После того как 25 октября 2017 года из клуба был уволен исполнительный директор Александр Голубчиков, его сменил бывший спортивный директор Евгений Стрижиченко, который в свою очередь уволил Хорняка, а на его место пригласил Александра Григоряна, ранее успешно работавшего в «Луче», но после периода работы в Хабаровске заслужившего негативное отношение к себе со стороны владивостокских болельщиков. В результате весенняя часть первенства была ознаменована резонансным конфликтом между Григоряном и болельщиками, в результате которого тренер был уволен после поражения в Воронеже от «Факела». Ему на смену в качестве и. о. главного тренера был назначен Александр Алфёров. Как и год назад, «Луч» занял место в зоне вылета, однако и на этот раз не покинул ФНЛ, это стало возможным вследствие череды отказов от клубов-победителей ПФЛ и банкротств команд ФНЛ.
К тому моменту «Луч-Энергия» наконец-то обрёл нового спонсора. Им с подачи и. о. губернатора края Андрея Тарасенко стала группа компаний «Аква-Ресурсы» , принадлежащая местному предпринимателю Руслану Кондратову и известная тем, что принадлежащий ей угольный терминал в порту Находка серьёзно вредит экологической ситуации в городе.
Перед сезоном 2018/2019 клуб осуществил ребрендинг: исчезла слово «Энергия» из названия, тогда же озвучивались планы по изменению эмблемы (однако дальше конкурса дело не дошло).
По инициативе нового спонсора клуба, решено было пригласить молодого амбициозного главного тренера с опытом работы в РПЛ. Им стал Рустем Хузин. Ему доверили без малого полтора сезона, что для «Луча» 2010-х очень хороший результат (дольше работал только Григорян в 2013—2014 годах). Однако, по мнению болельщиков, команда играла скучно и безлико, что негативно сказалось на посещении домашних игр, в условиях и так сильного снижения зрительского интереса к футболу. В своём первом сезоне в условиях ограниченных финансовых ресурсов Хузин сколотил боевитую, пусть и лишённую креатива, команду, которая большую часть матчей заканчивала со счётом 0:0 — во многом благодаря выдающейся игре в центре поля от Наиля Замалиева и феноменальному сезону вратаря Александра Котлярова. Из памятных матчей при Хузине можно вспомнить только кубковую победу над московским «Динамо» в сентябре 2019 года (1:0).
Перед сезоном 2019/2020 состав заметно усилился, но «командная химия» пропала. К тому же с сентября 2019 года перестали платить зарплату, начался конфликт молодёжи и ветеранов, который местные игроки в силу своего неавторитетного положения погасить не смогли. Результаты упали. После домашнего поражения в 18 туре от «Енисея» 0:1 в отставку подал Хузин, а после поражения в 22 туре от «Нефтехимика» 0:2 его сменщик — и. о. главного тренера Александр Ушахин. После этого команду возглавил опытный тренер Валерий Петраков, которому удалось в краткие сроки наладить дисциплину и командную игру. При нём в выездной серии из 5 игр были получены 2 победы, 1 ничья и 2 поражения. Однако Петраков не смог развить результаты своей работы, так как с нового 2020 года по инициативе губернатора Приморского края Олега Кожемяко велась планомерная работа, направленная на сокращение финансирования профессионального спорта в регионе. В январе Кожемяко озвучил планы по объединению всех бюджетных клубов (футбол, хоккей, баскетбол, волейбол, регби) в одну супер-организацию, которую было доверено «курировать» Владивостокскому морскому торговому порту (дочка корпорации «Сумма»). Реально эти планы реализованы не были в результате влияния пандемии коронавируса.

### 2020—2021. Потеря профессионального статуса и расформирование
1 апреля 2020 года на официальном сайте Министерства физической культуры и спорта Приморского края появилось сообщение о «приостановке заключений контрактов с игроками в профессиональных спортивных клубах Приморья». Вырученные средства пойдут на борьбу с распространением коронавируса COVID-2019. При этом «Луч» прекращает выступление в Футбольной национальной лиге и переходит в III дивизион с сохранением молодёжной команды и Центра подготовки юных футболистов. 17 мая закончились контракты со всеми действующими футболистами и тренерами основной команды. 29 мая уволились по собственному желанию сотрудники клуба. Тренеры Центра подготовки юных футболистов отправлены в отпуск с последующим увольнением 30 июня. Как юридическое лицо клуб продолжал существовать до решения суда о банкротстве (в мае было перенесено на 1 июля 2020 года), которое было вынесено Арбитражным судом Приморского края
10 марта 2021 года. Детско-юношеские команды «Луча» были переведены в краевую спортивную школу олимпийского резерва (КСШОР).

## Основные сведения

### Клубные цвета
| Жёлтый | Синий |

Традиционными цветами «Луча-Энергии» считаются жёлтый и синий, хотя в различные периоды истории команда играла в различных цветах .
С 1998 года основным комплектом формы являются жёлтые футболки и гетры, тёмно-синие шорты. Запасной комплект выполнен в тёмно-синих цветах. Альтернативный комплект — чаще всего, белый.
В сезоне 2016-17, футбольная форма владивостокского клуба была удостоена самых высоких эпитетов от федеральных спортивных журналистов, как: «самая интересная форма русского футбола», «самая нарядная», «идеальная форма в ФНЛ, которую хочется купить».

### Эмблема клуба
В канун нового, 2008 года, футбольный клуб «Луч-Энергия» получил свидетельство Федеральной службы по интеллектуальной собственности, патентам и товарным знакам. С этого времени логотип считается товарным знаком, а НП ФК «Луч-Энергия» — его законным правообладателем. После прихода компании «Аква-Ресурсы» в качестве спонсора клуба, появились сообщения о планах вернуть историческое название клуба — «Луч», отказавшись от привязки к «энергетикам». Эмблема сохранилась прежней, лишь было убрано слово «Энергия».
- 2005—2018

### Дальневосточное дерби
Самым принципиальным соперником «Луча» является «СКА-Хабаровск». Игры между этими соперниками именуются «дальневосточным дерби». С начала 2010-х годов игры двух команд сопровождаются не только ожесточённым соперничеством на поле, но и насилием за его пределами, драками между болельщиками и повышенным вниманием к матчам со стороны правоохранительных органов.
Первая игра между командами состоялась 24 июня 1958 года в Хабаровске, в той встрече СКА одержал победу 2:1. В последней встрече 15 октября 2016 года, состоявшейся в Хабаровске, победу одержал «Луч» 1:0. Самый крупный счёт был зафиксирован в Хабаровске 6 сентября 2011 года, со счётом 5:0 победил «Луч».
Всего же команды провели 82 матча, из которых:
- побед клуба «СКА-Хабаровск» — 34
- побед клуба «Луч-Энергия» — 25
- ничьих — 24
- разница забитых и пропущенных мячей — 99:86 (в пользу «СКА-Хабаровск»)

### Экипировка
| Годы      | Технический спонсор |
| --------- | ------------------- |
| 2005—2006 | Umbro               |
| 2006—2010 | Nike                |
| 2011—2014 | Puma                |
| 2014—2016 | Joma                |
| 2016—2020 | Nike                |

## Достижения
- Обладатель Кубка ФНЛ: 2014
- Победитель Первого дивизиона (2): 1992, 2005
- Победитель зоны «Восток» Второго дивизиона (2): 2003, 2012/13
- Финалист кубка Приморского края (2): 1956, 1957
- Полуфиналист Кубка России: 2013/14
- Бронзовый призёр кубка ПФЛ: 2003
- Бронзовый призёр зоны Второй лиги Чемпионата СССР: 1979
- Наивысшее достижение в первенстве СССР: 5-е место во 2-й группе класса «А» в 1966 и 1967 годах
- Наивысшее достижение в кубке СССР: 1/8 финала в 1969 году
- Наивысшее достижение в чемпионате России: 7 место в 2006 году

## Домашняя арена
Стадион «Динамо» был построен в 1957 году. В сезоне этого же года свой первый и единственный сезон среди профессионалов провело владивостокское «Динамо», которое затем сменил «Луч», а после реконструкции и увеличения вместимости стадиона до 20 000 посадочных мест, окончательно переехал на арену в 1961 году. В канун Олимпиады 1988 года «Динамо» вновь был закрыт на реконструкцию, завершившуюся в 1988 году. Были снесены большая Восточная трибуна и миниатюрная Западная. В помещениях под Северной трибуной был построен легкоатлетический манеж, а вокруг футбольного поля появились беговые дорожки с современным на тот момент покрытием.
В 2004 году стадион был оборудован пластиковыми сидениями клубных цветов «Луч-Энергии», а через ещё два года появилось освещение. Поле с натуральным газоном имеет размеры 105 × 67,4 метров. Вместимость стадиона на сегодняшний день — 10 200 чел.
После прихода на пост руководителя края Андрея Тарасенко осенью 2017 года появились сообщения в СМИ о планах снести стадион «Динамо» (находится в самом центре города в районе с наиболее дорогой недвижимостью), а новый стадион для городской команды построить на одной из окраин города.

## Молодёжная команда
Молодёжная команда «Луч-М» — двукратный серебряный призёр чемпионата Приморского края. Также участвовал в соревнованиях первенства III дивизиона и кубка МРО «Дальневосточный футбольный союз».

## Статистика

### Самые крупные победы
- В первенстве СССР: 8:1 в 1985 году над «Геологом» Тюмень
- В первенстве России: 6:0 в 2002 году над «Торпедо-Алттрак» Рубцовск и в 2005 году над «Петротрестом»
- В чемпионате России: 4:0 в 2007 году над ЦСКА, на тот момент ЦСКА был действующим чемпионом России.

### Самые крупные поражения
- В первенстве СССР: 0:6 в 1977 году от «Трактора» Павлодар, в 1985 году от «Томи» и в 1987 году от «Металлурга» Новокузнецк
- В первенстве России: 0:6 в 2004 году от «Газовика-Газпром» Ижевск
- В чемпионате России: 1:8 в 2008 году от «Зенита» СПб

### Рекордсмены клуба по числу проведённых матчей
- В первенстве СССР: Виктор Лукьянов — более 500 матчей
- В чемпионате и первенстве России: Михаил Русляков — 235 матчей
- В первенстве России: Александр Котляров — 181 матч
- В чемпионате России: Дмитрий Н. Смирнов — 66 матчей

### Лучшие бомбардиры клуба
- В первенстве СССР: Виктор Лукьянов — 100 мячей
- В чемпионате и первенстве России: Александр Тихоновецкий — 66 мячей
- В первенстве России: Александр Тихоновецкий — 55 мячей
- В чемпионате России: Александр Тихоновецкий — 11 мячей

### Лучшие бомбардиры клуба за сезон
- В первенстве СССР: Юрий Ковальский и Михаил Изотов — 16 мячей в 1976 и 1991 годах
- В первенстве России: Дмитрий А. Смирнов — 19 мячей в 2005 году
- В чемпионате России: Михаил Русляков — 7 мячей в 1993 году

## Результаты выступлений

### 1992—2020
| Сезон   | Лига                    | Место | И  | В  | Н  | П  | М     | О  | Кубок | Бомбардир                                                 | Тренер                                                                          | Примечания                                                                                                   |
| ------- | ----------------------- | ----- | -- | -- | -- | -- | ----- | -- | ----- | --------------------------------------------------------- | ------------------------------------------------------------------------------- | --- |
| 1992    | Первая лига, Восток     | 1     | 30 | 20 | 4  | 6  | 44-14 | 44 | —     | Максим Дубовик — 9 Евгений Касьяненко — 9                 | Лев Бурчалкин                                                                   | выход Премьер-Лигу                                                                                           |
| 1993    | Высшая лига             | 15    | 34 | 11 | 7  | 16 | 29-56 | 29 | 1/128 | Михаил Русляков — 7                                       | Александр Ивченко                                                               | |
| 1993    | Переходный турнир       | 4     | 5  | 2  | 2  | 1  | 11-9  | 6  |       | Наиль Галимов — 5                                         | Александр Ивченко                                                               | вылет в Первый дивизион                                                                                      |
| 1994    | Первый дивизион         | 12    | 42 | 15 | 16 | 11 | 41-53 | 41 | —     | Игорь Протасов — 9                                        | Игорь Саенко Лев Бурчалкин                                                      | |
| 1995    | Первый дивизион         | 6     | 42 | 20 | 6  | 16 | 51-48 | 66 | 1/128 | Александр Селенков — 16                                   | Лев Бурчалкин                                                                   | |
| 1996    | Первый дивизион         | 15    | 42 | 14 | 12 | 16 | 39-49 | 54 | 1/64  | Евгений Шкилов — 9                                        | Иштван Секеч Виктор Лукьянов Борис Колоколов                                    | |
| 1997    | Первый дивизион         | 22    | 42 | 3  | 12 | 27 | 23-76 | 21 | —     | Александр Селенков — 5                                    | Виталий Коберский                                                               | вылет во Второй дивизион                                                                                     |
| 1998    | Второй дивизион, Восток | 7     | 30 | 14 | 6  | 10 | 42-24 | 48 | 1/64  | Роман Мельник — 8                                         | Андрей Федякин                                                                  | |
| 1999    | Второй дивизион, Восток | 7     | 30 | 14 | 7  | 9  | 43-32 | 49 | 1/256 | Роман Мельник — 11                                        | Андрей Федякин                                                                  | |
| 2000    | Второй дивизион, Восток | 4     | 24 | 12 | 3  | 9  | 41-26 | 39 | 1/64  | Александр Тихоновецкий — 9                                | Юрий Карамян Борис Журавлёв                                                     | |
| 2001    | Второй дивизион, Восток | 8     | 28 | 9  | 10 | 9  | 31-29 | 37 | 1/256 | Александр Тихоновецкий — 8                                | Виктор Лукьянов Юрий Болобонкин Сергей Шестаков                                 | |
| 2002    | Второй дивизион, Восток | 6     | 30 | 15 | 6  | 9  | 51-34 | 51 | 1/256 | Анатолий Кисурин — 10                                     | Валерий Толчев Юрий Болобонкин Борис Журавлёв                                   | |
| 2003    | Второй дивизион, Восток | 1     | 24 | 16 | 4  | 4  | 53-23 | 52 | 1/64  | Александр Смирнов — 11                                    | Борис Журавлёв Игорь Саенко Виктор Антихович                                    | выход Первый дивизион                                                                                        |
| 2003    | Кубок ПФЛ               | 3     | 4  | 2  | 0  | 2  | 7-5   | 6  |       | Виталий Сухов — 2                                         | Виктор Антихович                                                                | турнир победителей зон (определял абсолютного победителя второго дивизиона)                                  |
| 2004    | Первый дивизион         | 14    | 42 | 15 | 11 | 16 | 50-50 | 56 | 1/32  | Симон Атангана — 11 Вадим Соколов — 11                    | Виктор Антихович Александр Афонин Сергей Павлов                                 | |
| 2005    | Первый дивизион         | 1     | 42 | 27 | 11 | 4  | 81-32 | 92 | 1/8   | Дмитрий А. Смирнов — 19                                   | Сергей Павлов                                                                   | выход Премьер-Лигу                                                                                           |
| 2006    | Премьер-лига            | 7     | 30 | 12 | 5  | 13 | 37-39 | 41 | 1/16  | Алексей Иванов — 5                                        | Сергей Павлов                                                                   | лучший результат в истории клуба                                                                             |
| 2007    | Премьер-лига            | 14    | 30 | 8  | 8  | 14 | 26-39 | 32 | 1/16  | Игорь Стрелков — 5                                        | Сергей Павлов                                                                   | |
| 2008    | Премьер-лига            | 16    | 30 | 3  | 12 | 15 | 24-53 | 21 | 1/16  | Виталий Булыга — 5 Игорь Шевченко — 5                     | Зоран Вулич Семён Альтман                                                       | вылет в Первый дивизион                                                                                      |
| 2009    | Первый дивизион         | 14    | 38 | 13 | 11 | 14 | 42-43 | 50 | 1/4   | Денис Дедечко — 9                                         | Беньяминас Зелькявичус Константин Емельянов Франсиско Аркос Александр Побегалов | |
| 2010    | Первый дивизион         | 12    | 38 | 13 | 13 | 12 | 42-42 | 52 | 1/8   | Никита Саталкин — 9                                       | Леонид Назаренко Франсиско Аркос                                                | |
| 2011/12 | ФНЛ (Первый дивизион)   | 17    | 48 | 11 | 21 | 16 | 37-39 | 54 | 1/8   | Александр Алхазов — 9                                     | Франсиско Аркос Сергей Павлов Константин Емельянов                              | вылет во Второй дивизион                                                                                     |
| 2012/13 | Второй дивизион, Восток | 1     | 30 | 18 | 8  | 4  | 48-27 | 62 | 1/128 | Александр Тихоновецкий — 14                               | Константин Емельянов                                                            | выход в Первенство ФНЛ                                                                                       |
| 2013/14 | ФНЛ                     | 8     | 36 | 15 | 10 | 11 | 40-25 | 55 | 1/2   | Шамиль Асильдаров — 5 Илья Михалёв — 5                    | Александр Григорян                                                              | лучший результат в Кубке (1/2 финала)                                                                        |
| 2014/15 | ФНЛ                     | 10    | 34 | 11 | 9  | 14 | 40-46 | 42 | 1/16  | Андрей Мязин — 10                                         | Александр Григорян Александр Ушахин                                             | |
| 2015/16 | ФНЛ                     | 15    | 38 | 12 | 9  | 17 | 31-46 | 45 | 1/32  | Нивалдо — 6                                               | Олег Веретенников Сергей Передня                                                | |
| 2016/17 | ФНЛ                     | 16    | 38 | 9  | 15 | 14 | 27-41 | 42 | 1/32  | Иван Столбовой — 5                                        | Сергей Передня Константин Емельянов Александр Ушахин                            | |
| 2017/18 | ФНЛ                     | 18    | 38 | 9  | 13 | 16 | 40-52 | 40 | 1/4   | Ишхан Гелоян — 7 Андрей Мязин — 7                         | Константин Емельянов Жолт Хорняк Александр Григорян Александр Алфёров           | |
| 2018/19 | ФНЛ                     | 12    | 38 | 10 | 17 | 11 | 29-28 | 47 | 1/32  | Илья Визнович — 4 Андрей Павленко — 4 Иван Хлебородов — 4 | Рустем Хузин                                                                    | |
| 2019/20 | ФНЛ                     | 16    | 27 | 6  | 9  | 12 | 28-40 | 27 | 1/8   | Саид Алиев — 8                                            | Рустем Хузин Александр Ушахин Валерий Петраков                                  | в связи с пандемией коронавируса итоги утверждены в соответствии с промежуточными результатами (на 17 марта) |

## Главные тренеры с 2003 года
- Виктор Антихович — 2003—2004
- Сергей Павлов — 2004—2007
- Зоран Вулич — январь — октябрь 2008
- Семён Альтман — октябрь — декабрь 2008
- Беньяминас Зелькявичус — январь — май 2009
- Константин Емельянов — май — июнь 2009
- Франсиско Аркос — июнь — август 2009
- Александр Побегалов — август — декабрь 2009
- Леонид Назаренко — декабрь 2009 — май 2010
- Франсиско Аркос — май 2010 — май 2011
- Сергей Павлов — май 2011 — май 2012
- Константин Емельянов — май 2012 — июнь 2013
- Александр Григорян — июнь 2013 — ноябрь 2014
- Александр Ушахин — декабрь 2014 — июнь 2015
- Олег Веретенников — июнь — ноябрь 2015
- Сергей Передня — ноябрь 2015 — декабрь 2016
- Константин Емельянов — декабрь 2016 — май 2017
- Александр Ушахин — май 2017 (и. о.)
- Вальдас Иванаускас — июнь — июль 2017, официальных матчей не проводил
- Константин Емельянов — июль — август 2017
- Жолт Хорняк — август — декабрь 2017
- Александр Григорян — декабрь 2017 — апрель 2018
- Александр Алфёров — апрель 2018 — июнь 2018 (и. о.)
- Рустем Хузин — июнь 2018 — октябрь 2019
- Александр Ушахин — октябрь — ноябрь 2019 (и. о.)
- Валерий Петраков — с ноября 2019 по 1 апреля 2020